# 홍지문 및 탕춘대성
홍지문 및 탕춘대성(弘智門 및 蕩春臺城)은 한양도성과 북한산성을 연결하기 위하여 만든 것이다. 1976년 6월 23일 서울특별시의 유형문화재 제33호로 지정되었다.

## 개요

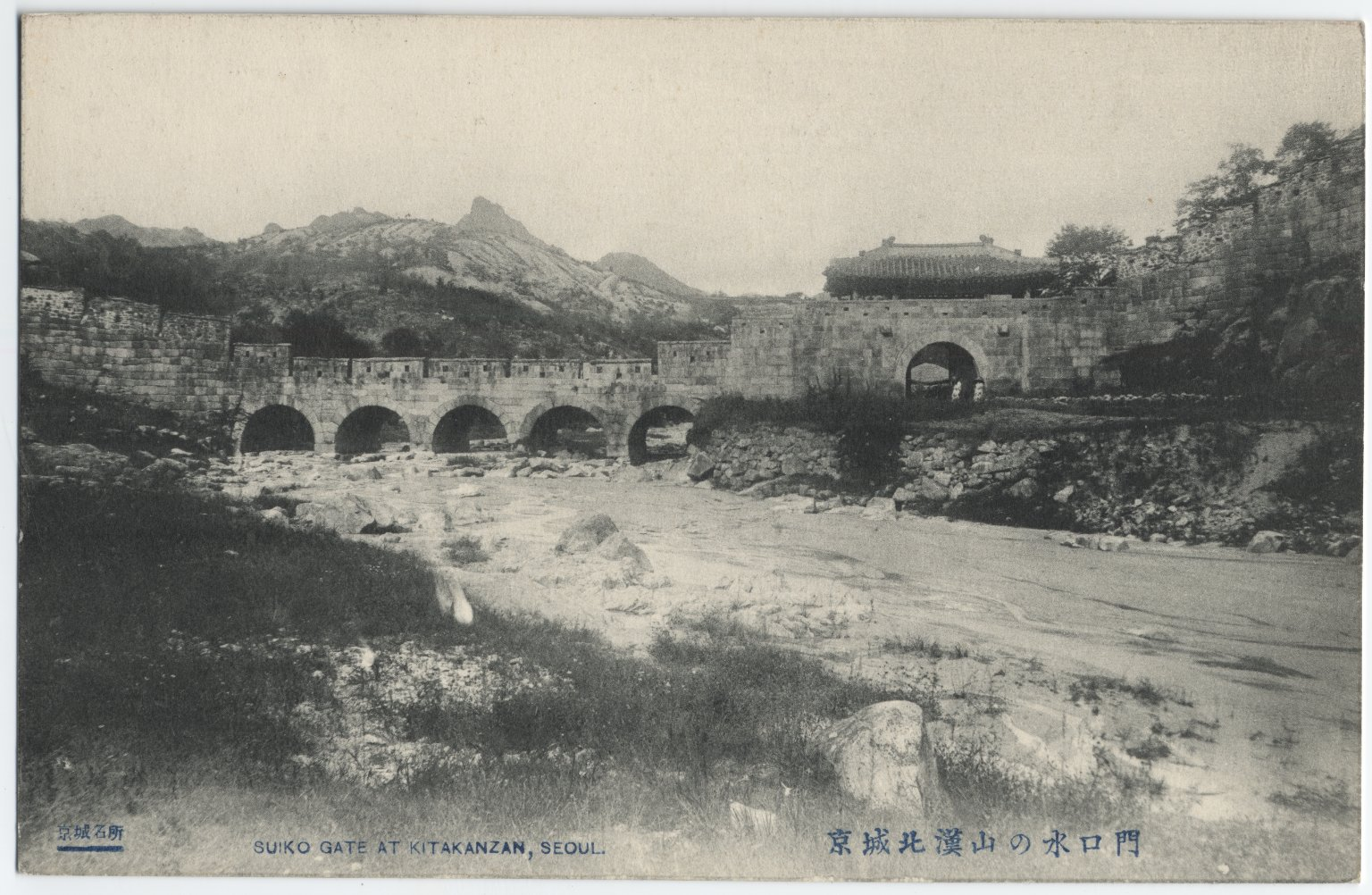
홍지문과 오간대수문 (홍수로 허물어지기 전인 1904년)

홍지문은 탕춘대성의 성문으로 조선 숙종 41년(1715)에 서울도성과 북한산성을 보완하기 위해 세웠다. 지금 있는 건물은 1921년 홍수로 오간대수문과 같이 허물어진 것을 1977년에 복원한 것이다. 한북문이라고도 부른다.
탕춘대성은 조선 숙종 44년(1718) 짓기 시작하여 이듬해 완성한 것으로, 명칭은 세검정 부근에 있던 탕춘대(蕩春臺)에서 따왔다고 한다.

## 홍지문
홍지문은 한성(漢城)의 북쪽에 있는 문이므로 한북문(漢北門)이라고도 하였으나, 숙종이 친필로 '홍지문(弘智門)'이라는 편액을 하사하여 달면서부터 이것이 공식적인 명칭이 되었다.
기능적으로도 1413년 폐쇄된 숙정문 대신 실질적인 북대문의 역할을 하였다고 볼 수 있다.
홍지문은 숙종 41년(1715)에 건축되어 1921년까지 탕춘대성문으로 그 역할을 하였으나 1921년 홍수로 붕괴되어 50여년간 방치되어 왔다. 이에 서울특별시에서 1977년 탕춘대성과 함께 정면 3칸, 측면 2칸으로 복원하였다. 현판은 고 박정희 대통령이 쓴 것이다. 화강암으로 중앙부에 월단(月團, 아치)이 꾸며지고, 그 위에 단층 문루가 세워져 있다. 석축 윗 부분 둘레는 여장(女牆)이 있고, 문루는 평면이 40m2로 우진각 지붕이다.
홍지문 북쪽으로 홍제천(모래내, 사천)을 가로질러 홍지문과 같이 설치하였던 오간대수문(五間大水門)도 1921년에 홍수로 유실되었으나 1977년 홍지문 복원 때 길이 26. 72m, 폭 6.8m, 높이 5.23m, 수구 폭 3.76m, 수구 높이 2.78m의 5간의 홍예교(虹霓橋)로 복원하였다.

## 탕춘대성

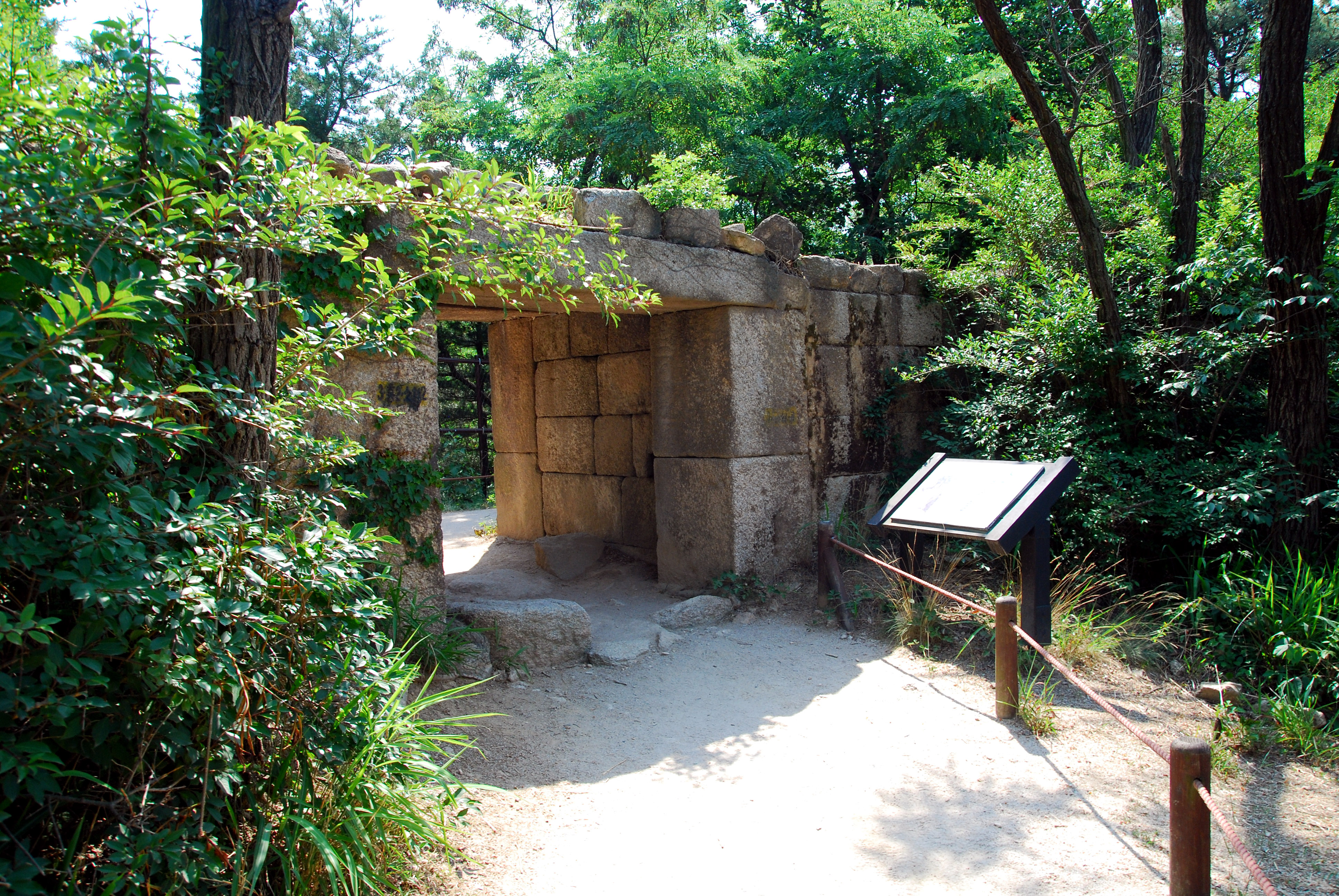
탕춘대성의 암문

탕춘대성은 인왕산 동북쪽에서 시작하여 북쪽의 능선을 따라 내려가다가 사천을 지나 북한산 서남쪽의 비봉 아래까지 연결하여 축성한 산성이다. 이 산성의 명칭을 탕춘대성이라고 한 것은 현재 세검정이 있는 동쪽 약 100여m 되는 산봉우리에 탕춘대(蕩春臺)가 있었던 것에서 연유한 것이며, 한성의 서쪽에 있다고 하여 서성(西城)이라고 하였다.
왜란과 호란 속에서 서울이 함락되며 갖은 고초를 겪은 조선왕조는 전쟁이 끝난 후 국방은 물론 유사시에는 수도를 방위하기 위한 온갖 노력을 경주하였다. 효종(1649∼1659 재위), 현종(1659∼1674 재위)을 거쳐 숙종 때에 이르러서는 수도방위에 더욱 치중하였다. 숙종은 재위 30년(1704) 3월부터 도성 수축공사를 시작하였고 이 공사는 6년 후인 숙종 36년(1710)까지 계속되었다.
도성 수축공사를 끝낸 숙종은 왕 37년(1711)에는 북한산성을 축성하였고 다시 탕춘대성을 축조하게 되었다. 이 탕춘대성을 축조하자는 논의는 이미 숙종 28년(1702)에 신완(申琬)이 제의하였다. 그 후 탕춘대성은 숙종 44년(1718) 윤8월 26일부터 축성하기 시작하여 10월 6일까지 40일간 성 전체의 약 반을 축성하고 일단 중지하였다가 다음해 2월부터 다시 축성하여 약 40일 후에 완성하였음을 짐작할 수 있다. 또한 탕춘대성 전체의 길이는 약 4km였음도 알 수 있다. 성내에 연무장(鍊武場)으로 탕춘대 터(오늘날 서울세검정초등학교)에 연융대(鍊戎臺)를 설치하는 한편, 비상시를 대비하여 선혜청(宣惠廳) 창고와 군량창고인 상·하 평창(平倉)을 설치하였다. 그 후 탕춘대성의 축성과 함께 그 성안을 총융청(摠戎廳) 기지로 삼고, 군영도 배치하였다.
탕춘대성은 축성을 담당했던 관아나 또는 축성역, 축성 방법, 축성 경비 등에 관해서는 일체의 기록을 찾아볼 수 없으므로 자세한 내용을 알 수 없으나 다른 성의 축조와 마찬가지로 군문(軍門)에서 담당하였을 것으로 추측할 수 있다.
현존하는 탕춘대성은 도성이나 북한산성과 같이 주 성벽과 여장(女墻)을 쌓았으며 동쪽에서 서쪽을 향해 적을 공격할 수 있도록 일정한 간격으로 성구(城口)를 뚫어 놓았다.
현재 홍지문이 복원되어 있고, 상명대학교 북쪽으로 성곽이 남아있다.

## 같이 보기
- 숙정문

## 참고 문헌
- 홍지문 및 탕춘대성 - 국가유산청 국가유산포털

 본 문서에는 서울특별시에서 지식공유 프로젝트를 통해 퍼블릭 도메인으로 공개한 저작물을 기초로 작성된 내용이 포함되어 있습니다.